# 森田贵美枝
森田贵美枝（日语：／ Morita Kimie，1958年2月27日—）是一名日本前排球运动员。她在1984年夏季奥林匹克运动会中，参加了女子排球比赛并获得铜牌。她也参加了1982年亚洲运动会。